# Montliard
Montliard ist eine französische Gemeinde mit 230 Einwohnern (Stand: 1. Januar 2022) im Département Loiret in der Region Centre-Val de Loire. Sie gehört zum Kanton Le Malesherbois und zum Arrondissement Pithiviers. 
Sie grenzt im Nordwesten an Boiscommun, im Nordosten an Saint-Loup-des-Vignes, im Osten an Fréville-du-Gâtinais, im Südosten an Quiers-sur-Bézonde und im Südwesten an Nesploy.

## Bevölkerungsentwicklung
| Jahr      | 1962 | 1968 | 1975 | 1982 | 1990 | 1999 | 2008 | 2018 |
| --------- | ---- | ---- | ---- | ---- | ---- | ---- | ---- | ---- |
| Einwohner | 222  | 207  | 205  | 187  | 157  | 175  | 222  | 238  |

## Sehenswürdigkeiten
- Schloss von Montliard
- Kirche Notre-Dame, seit 1925 als Monument historique ausgewiesen

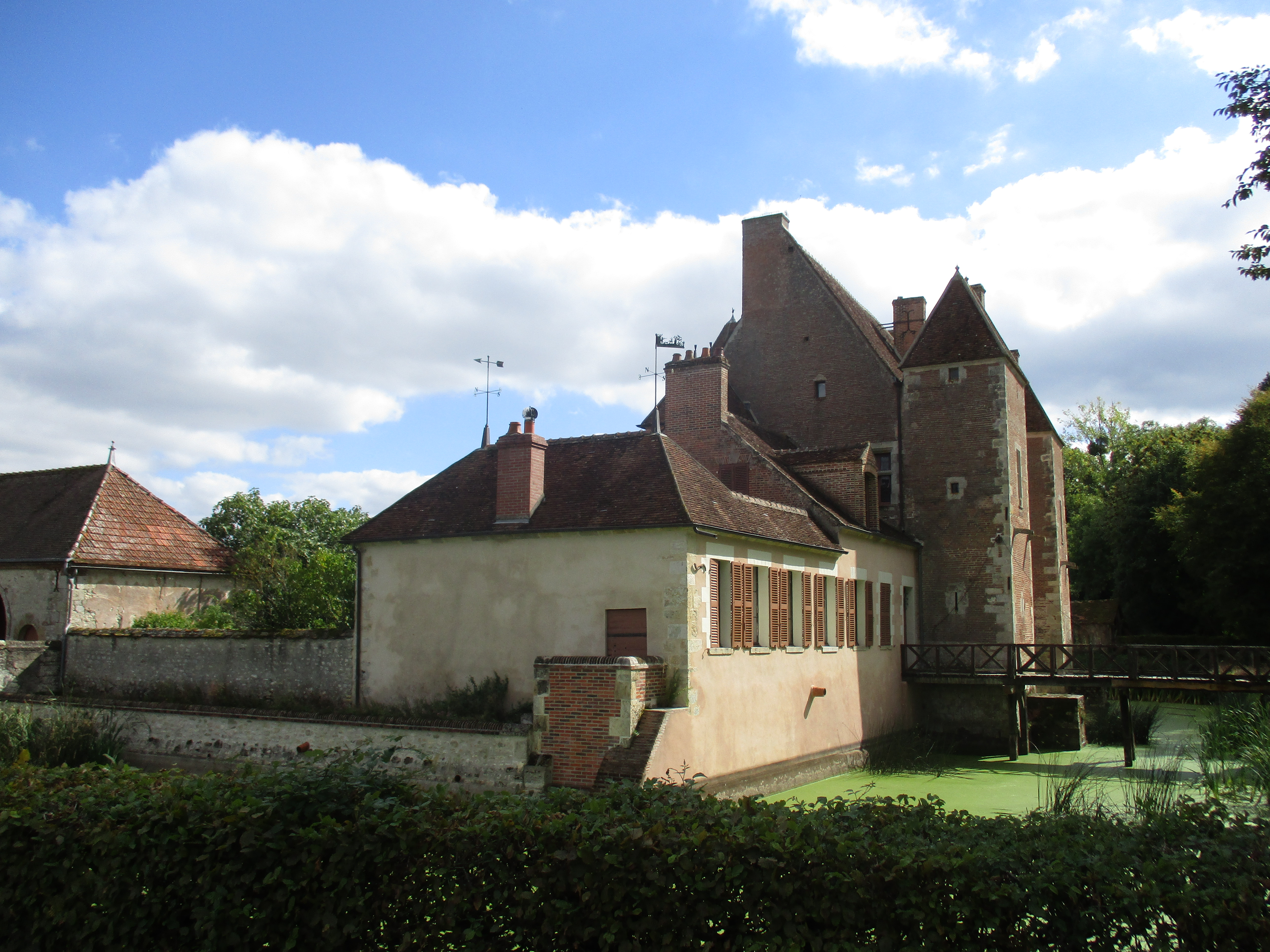
Schloss von Montliard
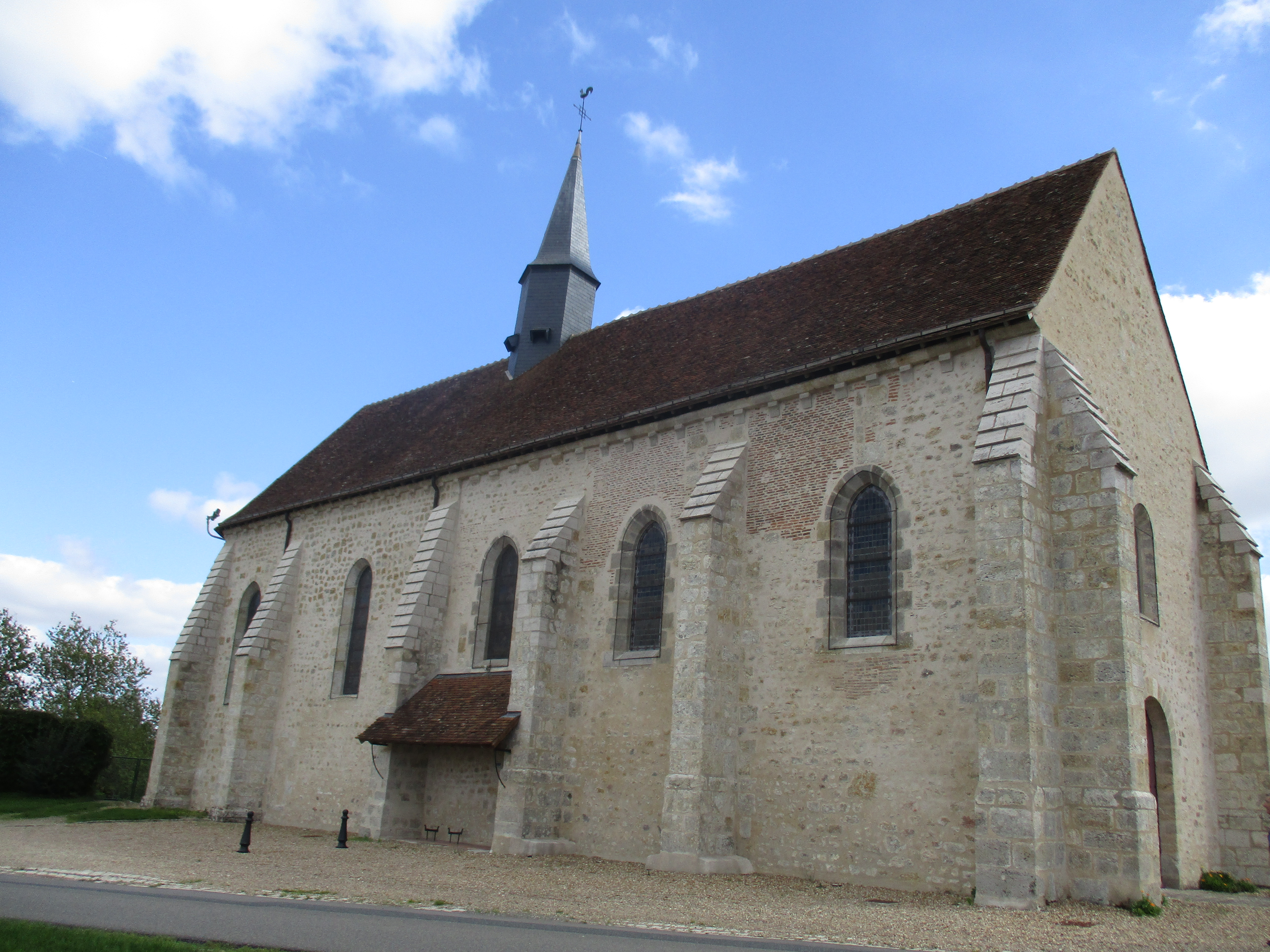
Kirche Notre-Dame